# Roxana Díaz
Roxana Díaz  (San Felipe, Venezuela, 1972. február 20. –) venezuelai színésznő.

## Élete
Roxana Díaz 1972. február 20-án született San Felipében. Karrierjét 1993-ban kezdte. 2002-ben Carlota szerepét játszotta a Juana la virgen című sorozatban. 2010-ben szerepet kapott a Que el cielo me explique című telenovellában. 2011-ben megkapta Sofía Alvarado szerepét az El árbol de Gabrielben Jorge Reyes és Daniela Bascopé mellett.

## Filmográfia

### Telenovellák
- Dulce amargo  (2012)
- El árbol de Gabriel (2011)
- Que el cielo me explique (2010)
- Los misterios del amor (2009)
- Pobre millonaria (2007–2008)
- Movil pasional (2007)
- Doctor G y las mujeres (2007)
- Por todo lo alto (2006)
- ¡Qué buena se puso Lola!(2004)
- Juana la virgen (2002)
- Carissima (2001)
- Mis tres hermanas (2000)
- Cuando hay pasión (1999)
- Aunque me cueste la vida (1998)
- La llaman Mariamor (1996)
- Angeles y arcangeles (1995)
- La hija del presidente (1994)
- Sirena (1993)

### Film
- La Señora de Cárdenas (2003)